# Judy Chaloner
Judith „Judy“ Connor-Chaloner (* 18. November 1953) ist eine ehemalige Tennisspielerin aus Neuseeland.

## Karriere
Chaloner gewann 1979 mit ihrer Doppelpartnerin, der Australierin Diane Evers, die Doppelkonkurrenz der Australian Open. Sie bezwangen im Finale Leanne Harrison und Marcella Mesker in drei Sätzen.

## Grand-Slam-Erfolg

### Doppel
| Datum         | Turnier         | Partnerin   | Finalgegnerinnen                | Ergebnis      |
| ------------- | --------------- | ----------- | ------------------------------- | ------------- |
| Dezember 1979 | Australian Open | Diane Evers | Leanne Harrison Marcella Mesker | 6:2, 1:6, 6:0 |